# Baco noir

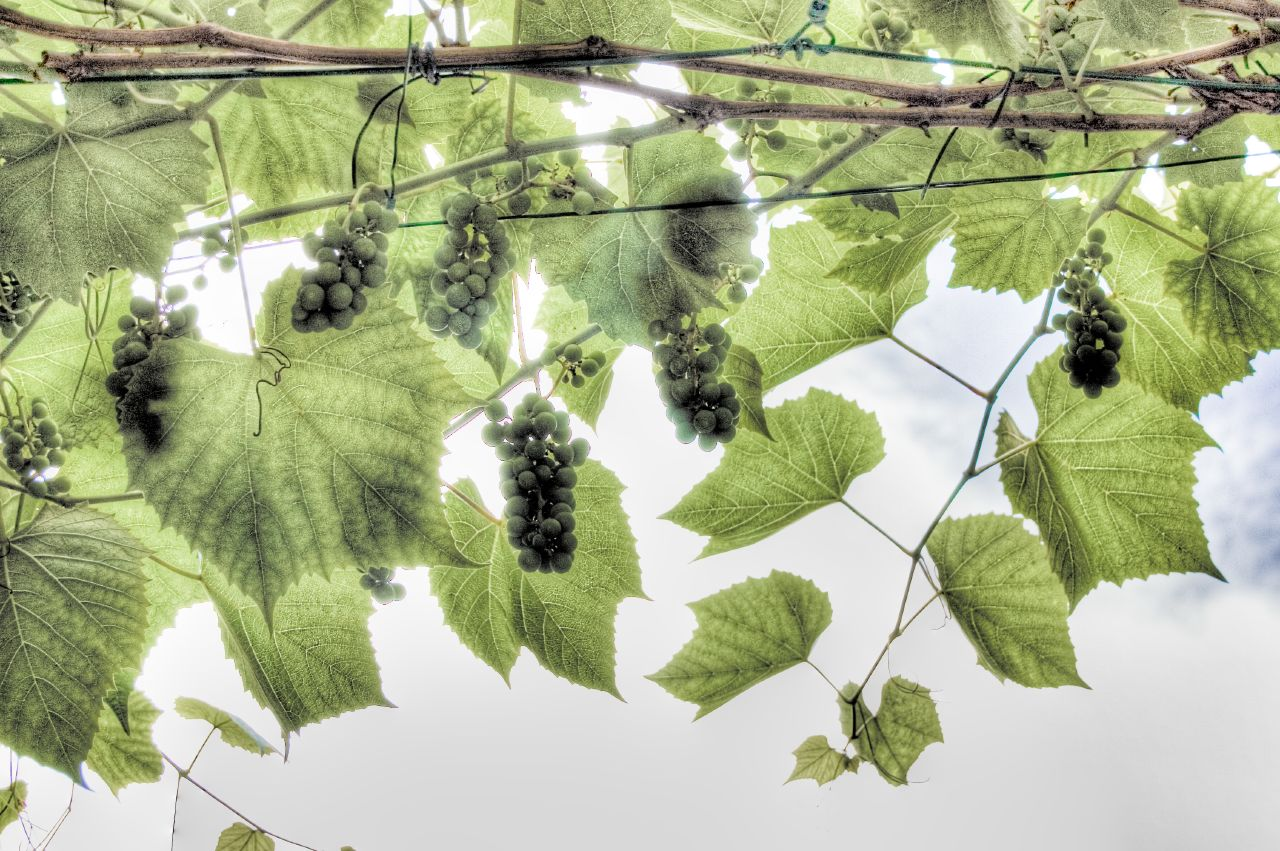
Baco noir-druif

De baco noir is een blauwe Franse druivensoort, die het overzee beter doet dan in Frankrijk zelf.

## Geschiedenis
Zoals de baco blanc is ook deze druif ontwikkeld door de Franse teler Francois Baco en wel in 1902 in het Franse dorpje Bélus in de Landes in Zuidwest-Frankrijk. Het betreft hier een kruising tussen de Vitis vinifera-druif folle blanche en de Vitis riparia-druif grand glabre. Dit ras werd eerst baco 24-23 genoemd (zie synoniemen hieronder) en kreeg pas in 1910 de huidige naam. 

## Kenmerken
Deze druif komt al vroeg in bloei en daardoor ontstaat ook de kans dat nachtvorst grote schade veroorzaakt en de toekomstige oogst geheel of gedeeltelijk tenietdoet. Voelt zich het beste thuis in stevige, volle grond. Alhoewel niet gevoelig voor meeldauw, speelt de wat obscure wortelknobbelziekte hier wel degelijk een rol. Deze wordt veroorzaakt door redelijk zeldzame bacteriën, die op de grond leven en het wortelsysteem van een plant aantasten. Hierdoor verkleuren de bladeren al heel snel en sterft de plant af. De druiven zijn relatief klein, de zuurgraad is hoog, maar daar tegenover staat dat de tannines laag zijn en dat betekent dat de wijn die van deze druif wordt gemaakt het beste vroeg gedronken kan worden. Lageren heeft geen zin. 

## Gebieden
In Frankrijk is deze druif bijna verdwenen, omdat het niet meer voorkomt in het officiële Franse register van druivensoorten. Niet meer dan 11 hectare is ermee beplant in 2012. In Canada is de oppervlakte ruim 230 hectare in de staat Ontario. Ook in Nova Scotia en Quebec komt dit ras voor.

## Synoniemen
Hieronder een lijst van synoniemen voor baco noir.
- Baco 1
- Baco 24-23
- Baco negru

- Bacoi
- Bago
- Bako noar

- Bako sieiski
- Bako speiskii
- Bakon